# Eleccions legislatives italianes de 2018
Les eleccions generals italianes de 2018 es van celebrar el 4 de març de 2018 després que el Parlament italià fos dissolt pel president Sergio Mattarella el 28 de desembre de 2017. Els votants triaven als 630 membres de la Cambra dels Diputats i als 315 membres electius del Senat de la República per a la 18a legislatura de la República Italiana des de 1948. Les eleccions es van celebrar al mateix temps que les regionals de Llombardia i Laci.
Cap partit o coalició va obtenir la majoria absoluta en el Parlament, encara que la coalició de centredreta va obtenir una pluralitat d'escons com a coalició, i el Moviment 5 Estrelles (M5S) va obtenir una pluralitat d'escons com a partit individual.